# Gimcheon Sangmu Football Club
Il Gimcheon Sangmu FC è una società calcistica sudcoreana di proprietà delle Forze Armate della Repubblica di Corea. Infatti, il nome Sangmu (상무, 尙武) in coreano significa marzialismo. La squadra è composta unicamente da giovani calciatori sudcoreani professionisti nel loro periodo del servizio di leva obbligatorio di due anni. All'inizio di ogni stagione, quindici giocatori entrano in squadra e trascorrono due anni prima di tornare ai loro club professionistici precedenti. Il Sangmu non può acquistare giocatori stranieri, proprio per via del suo status di squadra militare.

## Palmarès

### Competizioni nazionali
- K League 2: 4

2013, 2015, 2021, 2023

### Altri piazzamenti
- K League 1:

Terzo posto: 2024
- Coppa della Corea del Sud:

Semifinalista: 2014, 2019

## Rosa 2014
| N. |                          | Ruolo | Calciatore      |
| -- | ------------------------ | ----- | --------------- |
| 2  | Corea del Sud (bandiera) | C     | Lee Hoo-Kwon    |
| 3  | Corea del Sud (bandiera) | D     | Kim Chang-Hoon  |
| 5  | Corea del Sud (bandiera) | D     | Choi Ho-Jung    |
| 6  | Corea del Sud (bandiera) | D     | Song Won-Jae    |
| 12 | Corea del Sud (bandiera) | C     | Kwon Soon-Hyung |
| 14 | Corea del Sud (bandiera) | C     | Yang Joon-A     |
| 16 | Corea del Sud (bandiera) | C     | Seo Sang-Min    |
| 20 | Corea del Sud (bandiera) | A     | Han Kyung-In    |
| 21 | Corea del Sud (bandiera) | P     | Hong Jeong-Nam  |
| 22 | Corea del Sud (bandiera) | C     | Park Tae-Woong  |
| 23 | Corea del Sud (bandiera) | C     | Jo Ho-Yeon      |
| 24 | Corea del Sud (bandiera) | D     | Lee Yong-Gi     |
| 25 | Corea del Sud (bandiera) | A     | Cho Dong-Geon   |
| 26 | Corea del Sud (bandiera) | A     | Lee Jung-Hyup   |
| 27 | Corea del Sud (bandiera) | A     | Song Je-Heon    |
| 28 | Corea del Sud (bandiera) | D     | Ahn Jae-Hoon    |
| 29 | Corea del Sud (bandiera) | D     | Kim Ji-Woong    |
| 30 | Corea del Sud (bandiera) | A     | Park Seung-Il   |
| 31 | Corea del Sud (bandiera) | P     | Kim Keun-Bae    |
| 32 | Corea del Sud (bandiera) | D     | Kim Kyung-Min   |
| 34 | Corea del Sud (bandiera) | C     | Park Gyung-Ik   |
| 35 | Corea del Sud (bandiera) | D     | Jang Hyun-Woo   |
| 36 | Corea del Sud (bandiera) | C     | Yoo Soo-Hyun    |

| N. |                          | Ruolo | Calciatore       |
| -- | ------------------------ | ----- | ---------------- |
| 38 | Corea del Sud (bandiera) | C     | Lee Hyun-Woong   |
| 41 | Corea del Sud (bandiera) | P     | Park Ji-Young    |
| 44 | Corea del Sud (bandiera) | D     | Kwak Kwang-Seon  |
| 66 | Corea del Sud (bandiera) | D     | Kang Min-Soo     |
| 77 | Corea del Sud (bandiera) | A     | Han Sang-Woon    |
|    | Corea del Sud (bandiera) | P     | Yang Dong-Won    |
|    | Corea del Sud (bandiera) | P     | Yoon Pyeong-Gook |
|    | Corea del Sud (bandiera) | D     | Kim Sung-Hwan    |
|    | Corea del Sud (bandiera) | D     | Yeo Sung-Hye     |
|    | Corea del Sud (bandiera) | D     | Park Jin-Po      |
|    | Corea del Sud (bandiera) | D     | Lee Yong         |
|    | Corea del Sud (bandiera) | C     | Lee Seung-gi     |
|    | Corea del Sud (bandiera) | C     | Lim Sang-Hyub    |
|    | Corea del Sud (bandiera) | C     | Choi Jong-Hwan   |
|    | Corea del Sud (bandiera) | C     | Choi Hyun-Tae    |
|    | Corea del Sud (bandiera) | C     | Park Jun-Tae     |
|    | Corea del Sud (bandiera) | C     | Lee Chang-Hoon   |
|    | Corea del Sud (bandiera) | C     | Kim Dae-Yeol     |
|    | Corea del Sud (bandiera) | A     | Bae Il-hwan      |
|    | Corea del Sud (bandiera) | A     | Park Gi-Dong     |
|    | Corea del Sud (bandiera) | A     | Kim Do-Yeop      |
|    | Corea del Sud (bandiera) | A     | Hwang Il-Su      |